# Titinga Frédéric Pacéré
Titinga Frédéric Pacéré (Frans Opper-Volta, 31 december 1943 – Ouagadougou, 8 november 2024) was een Burkinees dichter, griot en jurist.
Hij was de eerste voorzitter van de Orde van Advocaten in de geschiedenis van Burkina Faso en diende ook als advocaat voor het Speciaal Tribunaal van de VN voor Rwanda.
Pacéré studeerde in Abidjan, Ouagadougou, Dakar en Rennes Literatuur- en Rechtswetenschappen. Hij is een van de oprichters van het Museum van Manéga en werd in 2004 door het Hoog Commissariaat voor de Mensenrechten van de Verenigde Naties tot onafhankelijk expert voor de mensenrechten in de Democratische Republiek Congo benoemd.
Pacéré overleed op 8 november 2024 op 80-jarige leeftijd.

## Werken
- 1976: Ça tire sous le Sahel
- 1976: Refrains sous le Sahel
- 1976: Quand s'envolent les grues couronnées
- 1976: Problématique de l'aide aux pays sous-développés
- 1979: Ainsi on a assassiné tous les Moose
- 1983: La poésie des griots
- 1983: Poème pour l'Angola
- 1992: Le langage des tam-tams et des masques en Afrique
- 1994: Saglengo, la poésie du tam-tam
- 2007: L'homme meurt seul

- Bibsys: 90396566
- Biblioteca Nacional de España: XX1165324
- Bibliothèque nationale de France: cb119267208 (data)
- CiNii: DA0726108X
- Gemeinsame Normdatei: 120736004
- International Standard Name Identifier: 0000 0001 2146 6086
- Library of Congress Control Number: n50053665
- Nationale Bibliotheek van Tsjechië: jo2004259863
- Nationale bibliotheek van Australië: 49864754
- Nederlandse Thesaurus van Auteursnamen: 09649770X
- Système universitaire de documentation: 027164314
- Trove: 1498720
- Virtual International Authority File: 107543416
- WorldCat: E39PBJdcyH9379X8JVPxgBhyh3